# Epiophlebiidae
Famille
La famille des Epiophlebiidae fait partie des Anisoptères dans l'ordre des Odonates. C'est une petite famille qui ne comprend qu'un seul genre, Epiophlebia, avec uniquement quatre espèces. Autrefois, ce genre monotypique était considéré comme un intermédiaire entre les demoiselles et les libellules. Les ailes sont plutôt étroites et relativement semblables, une caractéristique du sous-ordre des zygoptères. Toutefois, des études génétiques ont démontré que cette famille provenait bien d'un ancêtre anisoptère.

## Liste des espèces
Selon World Odonata List :
- Epiophlebia Calvert, 1903
  - Epiophlebia diana Carle, 2012
  - Epiophlebia sinensis Li & Nel, 2011
  - Epiophlebia laidlawi Tillyard, 1921
  - Epiophlebia superstes (Selys, 1889)